# 대형 가전제품

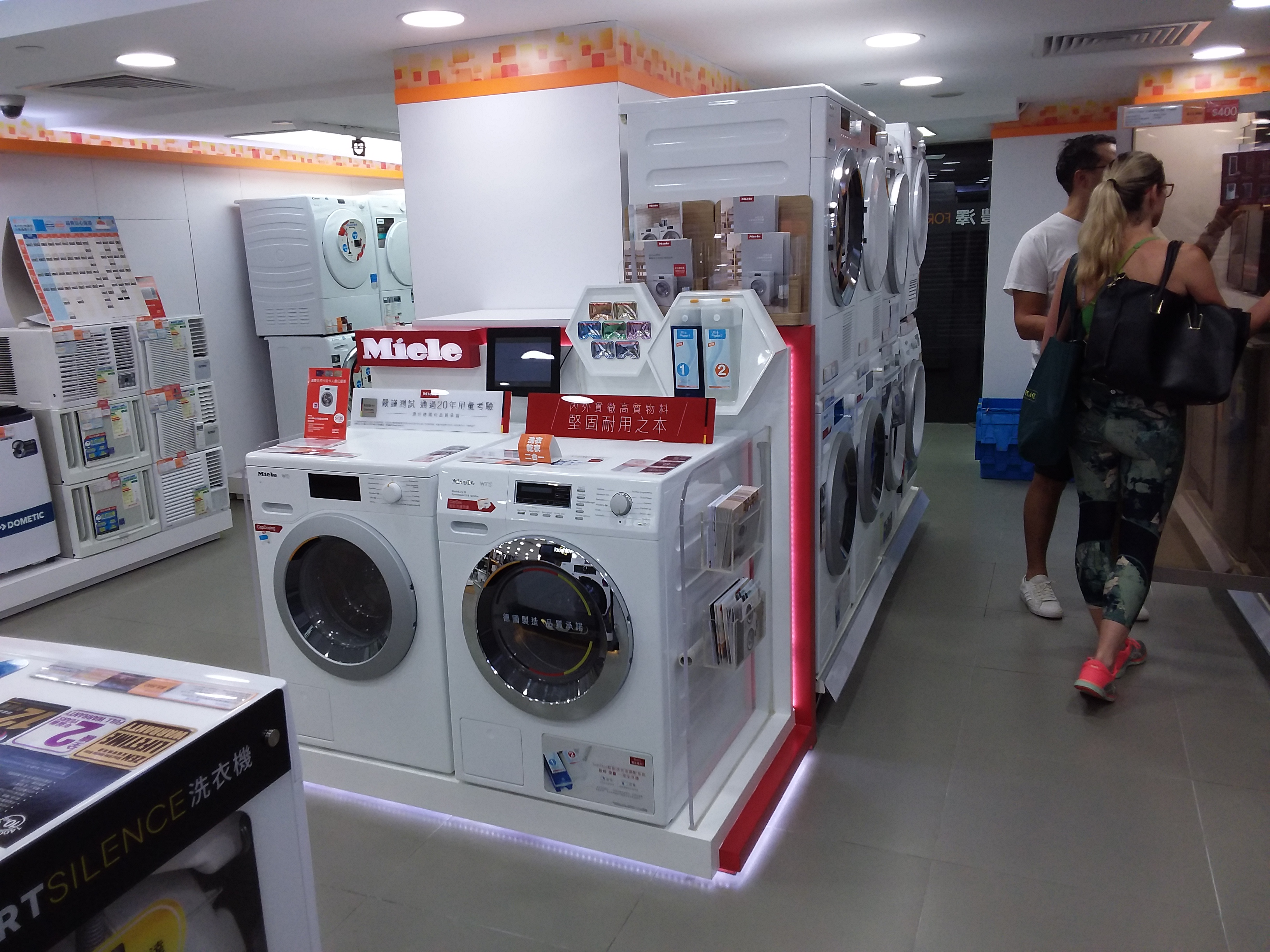

대형 가전제품(Major appliance, 메이저 어플라이언스)은 요리, 세탁, 세탁 등 일상적인 가사 작업, 식품 보존에 사용되는 비휴대용 또는 반휴대용 기계이다. 이러한 가전제품은 때때로 다양한 색상을 사용할 수 있지만 제품의 색상이 전통적으로 흰색이었기 때문에 집합적으로 백색가전으로 알려져 있다. 가전제품은 전기나 연료를 사용한다는 점에서 배관 설비와 다르다.
대형 가전제품은 소형 가전제품과 다른 점은 크기가 더 크고 휴대가 불가능하다는 점이다. 이것들은 종종 부착물 및 부동산의 일부로 간주되므로 가구가 비치되지 않은 임대 부동산의 일부로 임차인에게 공급되는 경우가 많다. 주요 기기에는 특수 전기 연결, 가스 공급 장치 연결 또는 기기에 영구적으로 연결될 수 있는 특수 배관 및 환기 장치가 있을 수 있다. 이는 집에 배치할 수 있는 범위를 제한한다.
가정의 주요 가전제품은 상당한 양의 에너지를 소비하기 때문에 많은 국가에서 에너지 효율을 향상시키기 위한 프로그램의 목표가 되었다. 에너지 효율성을 높이는 것은 건물 성능을 높이기 위한 건물 개조와 같은 다른 개선 사항과 함께 기후 변화 완화의 중요한 요소로 종종 설명된다. 에너지 효율성을 개선하려면 기기 구성을 변경하거나 제어 시스템을 개선해야 할 수도 있다.

## 종류
- 냉장
  - 냉장고
  - 생수기
  - 제빙기
- 조리 (음식)
  - 풍로
  - 오븐
  - 전자레인지
- 세척 및 건조 기기
  - 세탁기
  - 빨래 건조기
  - 식기세척기
- 가열 및 냉각
  - 공기조화
  - 워터 히터

## 같이 보기
- 가정 자동화
- 전자 쓰레기
- 집안일
- 전자제품